# Domenico Barduzzi
Domenico Barduzzi (Brisighella, 5 agosto 1847 – Siena, 27 febbraio 1929) è stato un dermatologo e idrologo italiano, studioso di problemi inerenti alla sifilide e alla sua cura.
È considerato un innovatore nel campo della dermatologia associata alla venereologia, in particolar modo nello studio della dermosifilopatia. Inoltre si è distinto nel campo della idrologia, della medicina sociale, della storia della medicina e anche in qualità di politico a livello universitario.
Fu uno dei promotori della costituzione di una società italiana di dermatologia e sifilografia, di cui divenne segretario.

## Biografia
Domenico Barduzzi nasce a Brisighella il 5 agosto 1847 da Carlo Barduzzi, agrimensore, e da Angela Tani, casalinga. Intraprende i primi studi nel paese natale, fino al 1863, quando sostiene e supera l'esame di ammissione al Regio Liceo Torricelli di Faenza, per poi concludere l'anno scolastico 1867-1868 al Liceo Dante di Firenze.
Consegue la laurea in Medicina nel 1872 a Pisa, a cui aggiunge il Diploma di libero esercizio ottenuto nel 1874 a Firenze e nel 1882 la Libera Docenza in Dermatologia presso l'Università di Modena grazie ai suoi studi di dermatologia sotto la guida di Augusto Michelacci. Nel 1883 ottiene l'incarico di professore straordinario di Dermosifilopatia nell'Università di Pisa e nell'anno successivo partecipa al concorso per la stessa cattedra e si classifica terzo, mentre vincitore fu Celso Pellizzari, già professore straordinario a Siena. Dopo il trasferimento di Pellizzari, a Barduzzi viene offerto inizialmente il posto vacante a Siena, che lui però rifiuta, e nel 1886 supera il concorso per la cattedra di clinica dermosifilopatica all'Università degli Studi di Siena nella quale diventa preside della Facoltà di Medicina e Chirurgia nel 1901. Rettore ad anni alterni tra il 1898 e il 1912, mantiene il posto di professore fino al 1922. Riceve, tra le altre, alte onorificenze quali la nomina a Cavaliere dell'Ordine della Corona d'Italia nel 1891 e la nomina a Grand'Ufficiale della Corona d'Italia nel 1922, e si dedica allo studio dell'idrologia, collaborando a riviste e giornali specialistici e assumendo numerosi uffici e incarichi tra i quali la direzione delle Terme di San Giuliano nel 1885, e alla ricerca nella storia della medicina, in particolar modo concentrandosi su figure della medicina italiana come Gentile da Foligno e Fabrici d'Acquapendente, entrambe nel 1919.

### Barduzzi e l'università
Dopo aver vinto il concorso per la cattedra nell'Università degli Studi di Siena, non avendo la possibilità di conciliare la vita familiare con l'attività di libero professionista a Pisa, si trasferisce a Siena solo nel 1890, quando viene nominato professore ordinario. Tuttavia questo non gli impedisce di trovare a Siena un ambiente favorevole integrandosi rapidamente nell'ambiente universitario e cittadino. Infatti diventa nel 1887 Socio ordinario dell'Accademia dei Fisiocritici, fino ad esserne eletto presidente dal 1893 al 1896 e anche dal 1908 fino alla morte. Nel 1892 viene eletto Consigliere del Comune di Siena, carica che mantiene fino al 1908.

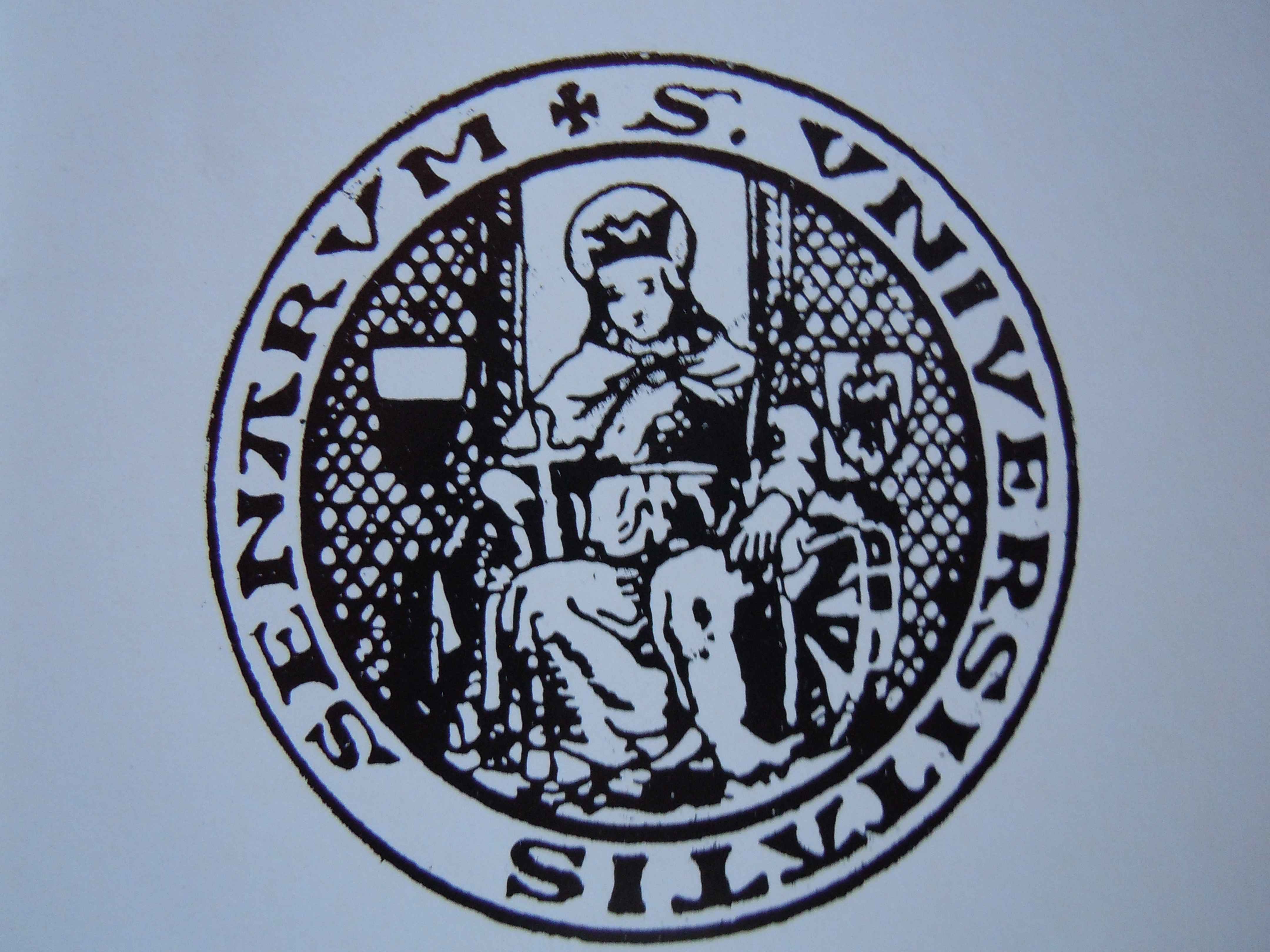
Sigillo storico dell'Università di Siena nella versione approvata dalla Consulta araldica (1896)

Oltre che come docente, si distingue anche come amministratore e difensore dell'Università degli Studi di Siena nel periodo post-unitario, caratterizzato da un clima di grande incertezza per l'istruzione superiore e per l'Università, parlando delle disposizioni parlamentari come: 
(Domenico Barduzzi)
 Su questa linea fonda nel 1894 l'Unione universitaria che dirige per cinque anni, rivista alla quale collaborano professori provenienti da tutta la penisola, tra cui Cesare Lombroso, Enrico Morselli e Vittorio Emanuele Orlando, nella quale si propone di: 
(Domenico Barduzzi)
 Il periodico si amplia rapidamente fino a dare vita nel 1902 ad una rivista di livello nazionale, l'Università italiana, pubblicata a Bologna e diretta dallo stesso Barduzzi e da Raffaele Guerrieri. Tra gli altri successi che ottiene da Rettore dell'Università degli Studi di Siena conia l'attuale sigillo storico della stessa università, sigillo che viene approvato dalla Consulta araldica il 4 gennaio 1896.

### Barduzzi e la dermato-venereologia
Barduzzi ufficialmente entra nel campo della dermatologia nel 1883 con la nomina a professore incaricato avendo già mostrato il suo talento per la materia alcuni anni prima nel biennio di studi di perfezionamento e di pratica nella disciplina per conseguire il diploma di Libera docenza. Titolo che gli consente l'esercizio della professione sotto la guida di Augusto Michelacci, professore di dermatologia, e di Pietro Pellizzari, in quanto professore di venereologia.
I primi studi del Barduzzi sono incentrati soprattutto sulla sifilide e in particolar modo sui problemi di terapia della stessa. Tali studi sono influenzati anche dall'attività scientifica di Pietro Pellizzari, il quale aveva condotto esperimenti su tre soggetti volontari (allora non era proibito in Toscana sottoporre soprattutto i condannati a morte ad esperimenti di natura scientifica) al fine di verificare se la sifilide potesse essere trasmessa per via ematica. Barduzzi, nonostante l'iniziale fascino di questa teoria che affronta con entusiasmo, comprende che il modo più efficace per fermare la diffusione della sifilide è soprattutto la cura della profilassi e la necessità di affrontare il problema dal punto di vista sociale, non esistendo allora una valida terapia. Inoltre Barduzzi si convince che per difendere la popolazione dal contagio dilagante della sifilide i dermatovenereologi si sarebbero dovuti unire in una associazione, che nasce nel 1885 a Perugia: Barduzzi entra nel comitato direttivo in qualità di segretario, dopo essere stato uno dei promotori dello statuto.
È il promotore in Italia dell'utilizzo del salvarsan, il preparato arsenicale brevettato da Paul Ehrlich per la cura della sifilide, intuendo l'importanza di creare un protocollo preciso per la sperimentazione del farmaco e anticipando le attuali sperimentazioni pluricentriche. Tra i suoi allievi si distinguono Vittorio Mibelli e Pio Colombini; il primo raggiunge grande fama anche fuori dei confini nazionali grazie alla descrizione di due nuove malattie cutanee, cioè l'angiocheratoma e la porocheratosi di Mibelli, mentre il secondo diviene professore a Sassari e a Modena ma non riesce a continuare l'opera del maestro.

### Barduzzi e l'idrologia
Poco più che trentenne, nel 1881, Barduzzi comincia la sua esperienza da idrologo con la direzione delle Terme di Castrocaro, in provincia di Forlì, per poi ottenere provvisoriamente nel 1885 il posto vacante di direttore sanitario delle Terme di San Giuliano in provincia di Pisa, posto che poi ottiene definitivamente l'anno successivo e che non lascia più fino al termine della sua carriera. Nello stesso anno è, insieme a Scipione Vinaj, Pietro Grocco, Luigi Pagliani e Luigi Burgonzio, fondatore e promotore dell'Associazione Medica Italiana di Idrologia e Climatologia. Diventa rapidamente una delle figure di spicco dell'idrologia e della climatologia italiana tra il XIX e il XX secolo, tanto che viene nominato, tra le numerose cariche e uffici che ricopre, delegato dell'Associazione Italiana di Idrologia e Climatologia al Congresso Internazionale di Bruxelles nel 1897, presidente del IX Congresso Nazionale di Idrologia e Climatologia di San Remo nel 1908 e nel 1910 del X Congresso Nazionale di Idrologia, Climatologia e Terapia Fisica di Salò durante il quale richiama l'attenzione della platea di studiosi sulla diffusione delle acque artificialmente mineralizzate. Le sue ricerche idrologiche scardinano l'empirismo della vecchia ed obsoleta terapia secondo cui le virtù benefiche di un'acqua minerale erano direttamente proporzionali alla elevata presenza di residuo fisso e dimostra come invece sia fondamentale la sua composizione chimica, considerando i suoi elementi acidi, basici e tutti quei fenomeni che hanno poco o nulla a che fare con la mineralizzazione complessiva. Barduzzi verifica come alla base delle virtù benefiche delle acque delle Terme di San Giuliano ci sia la presenza di una considerevole radioattività, che era già stata riscontrata dal fisico italiano Angelo Battelli e confermata nel 1908 anche da Marie Curie. Virtù benefiche riscontrabili soprattutto in caso di eczemi, psoriasi, neurodermite, in alcune varietà di acne e prurigo nodularis e specialmente nelle ulcere varicose.
Il Barduzzi sostiene con vigore in tutti i suoi interventi la priorità di rinnovamento degli studi idrologici attraverso la lotta all'empirismo balneoterapico e il rigoroso studio chimico-fisico e clinico delle sorgenti d'acqua; inoltre ritiene necessario vigilare con specifiche norme i bacini idrici con l'imposizione di frequenti analisi chimiche e batteriologiche. Secondo lo stesso Barduzzi infatti il modello legislativo da seguire è quello francese che, già da tempo, aveva regolamentato con leggi e norme specifiche il sistema delle risorse idriche. Si occupa del trattamento crenoterapico delle malattie cutanee, non trascurando però altri metodi di cura collegati alla crenoterapia come l'idroterapia, la fisioterapia, la fototerapia e l'elettroterapia. Ritiene inoltre fondamentale curare l'approvvigionamento d'acqua e in particolar modo si occupa del caso di Siena, nel quale il sistema idrico poteva fornire 38 litri di acqua al giorno a persona, ben pochi rispetto al minimo allora fissato di 150 litri a persona, ritenendo fondamentale seguire l'idea di Rudolf Virchow, che riteneva un consistente approvvigionamento idrico fondamentale per lo sviluppo economico di una città.

### Barduzzi e la storia della medicina

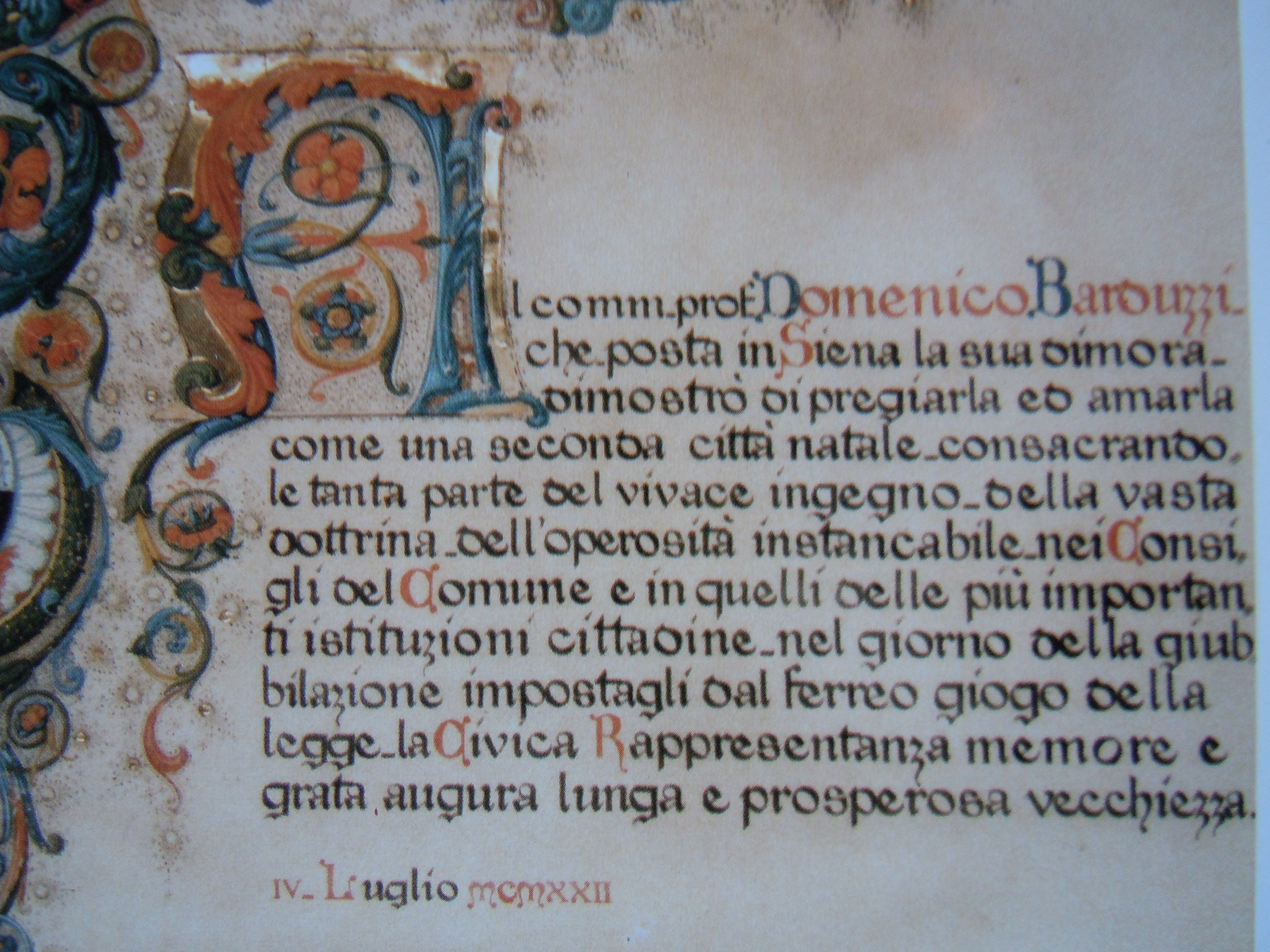
Pergamena conferita al prof. Domenico Barduzzi dal Comune di Siena per il suo collocamento a riposo. (1922)

Sono sostanzialmente tre i momenti cruciali della vita del Barduzzi come storico della medicina: l'istituzione della Società Italiana di Storia della Medicina nel 1907, la fondazione della Rivista di Storia Critica di Scienze Mediche e Naturali in quanto organo ufficiale della società stessa e l'istituzione della Cattedra di Storia della Medicina a Siena nel 1922. È autore di numerosissime pubblicazioni su personaggi della storia della medicina italiana ed europea, tra i quali vi sono Andrea Vesalio, Galileo Galilei, Leonardo da Vinci, Evangelista Torricelli, Vincenzo Chiarugi, Francesco Puccinotti e molti altri; inoltre si dedica con passione anche alla raccolta di notizie sull'Università di Siena, sforzo che gli richiede circa dodici anni per essere ultimato a causa della grandi difficoltà incontrate nel reperimento dei documenti necessari. Le sue pubblicazioni più importanti al riguardo sono: Cenni storici sull'Università di Siena (1900), Documenti per la storia dell'Università di Siena (1900), Di alcune vicende storiche moderne dello studio senese (1902), Cenni storici sull'origine dell'Università di Siena (1910), Brevi notizie sulla R. Università di Siena (1912).

Attraverso questi e svariati altri lavori diventa in Italia l'apripista per uno studio metodico, preciso e razionale della storia della medicina, che abbandona gli aneddoti e la retorica per diventare una vera e propria scienza e quindi di fondamentale importanza nello studio accademico. Infatti lui stesso sostiene quanto sia indispensabile a tutti i medici una chiara conoscenza della storia delle dottrine scientifiche mediche, in quanto fondamentale per comprendere il valore oggettivo di ogni nuova scoperta scientifica e, sempre a tal proposito, afferma in un suo scritto del 1899: 
(Domenico Barduzzi)
 Inoltre nell'anno accademico 1912-1913, su iniziativa della Facoltà di Medicina e Chirurgia di Siena e con l'approvazione del Consiglio superiore della pubblica istruzione, inizia il suo insegnamento di storia della medicina presso l'Università di Siena, allora chiamato corso libero di Storia Critica delle Scienze Mediche. Il corso viene inizialmente classificato di 3ª categoria, cioè come corso complementare da tenersi a titolo gratuito e viene confermato di anno in anno fino al 1922, quando Barduzzi è costretto a lasciare l'insegnamento per sopraggiunti limiti d'età. È autore anche di due Manuali di Storia della Medicina: il primo nel 1923, dalle origini fino a tutto il secolo XVII, e il secondo nel 1927, dal secolo XVIII ad oggi.

### Barduzzi e la medicina sociale
L'attività di termalista di Barduzzi, oltre che essere il punto di partenza per la sua carriera di idrologo, diventa anche il momento in cui egli si affaccia alla medicina dal punto di vista sociale, dedicandosi in particolar modo alla cura della profilassi, già ritenuta di grande importanza nella prevenzione della sifilide, e dell'igiene, pratiche che riterrà fondamentali anche nella lotta contro la tubercolosi. È lui infatti da presidente dell'Accademia dei Fisiocritici ad istituire per primo in Italia un comitato permanente per la lotta contro la tubercolosi nel novembre del 1898 e, a proposito dell'importanza dell'educazione all'igiene, dice:
(Domenico Barduzzi)
 È uno dei primi inoltre ad individuare ed analizzare le cause sociali e gli effetti patologici dell'alcolismo, piaga della classe operaia del primo Novecento, anche se l'alcool allora veniva considerato da molti addirittura necessario alla nutrizione di un uomo dedito a lavori pesanti. A proposito afferma:
(Domenico Barduzzi)
Riguardo al disegno di legge sull'assistenza agli esposti (bambini nati da un'unione illegittima e quindi abbandonati dai genitori) e all'infanzia abbandonata denuncia, nel 1908 al Congresso Dermatologico ed ai Fisiocritici, il degrado, l'incuria e la stessa incapacità delle relative istituzioni di gestire la situazione stessa. La totale mancanza di norme igieniche e profilattiche, l'assenza di una direzione sanitaria, la noncuranza nel far rispettare le leggi e le disposizioni più elementari sono il quadro desolante che il Barduzzi descrive sulla base dei dati della Commissione d'inchiesta. Si leva inoltre contro il pregiudizio sulla sifilide, comprendendo che il mistero su di essa impediva di fornire dati certi e quindi di combatterla al meglio, e propone maggiori controlli di prevenzione sulla salute delle nutrici e la stesura di precisi rapporti statistici riguardo l'infanzia. Nonostante le pressioni esercitate, tutte le questioni sollevate dal medico brisighellese vengono assolutamente trascurate nel progetto di legge, dimostrandosi un testo redatto da burocrati senza alcuna competenza medica specifica.

## Ricordi e monumenti

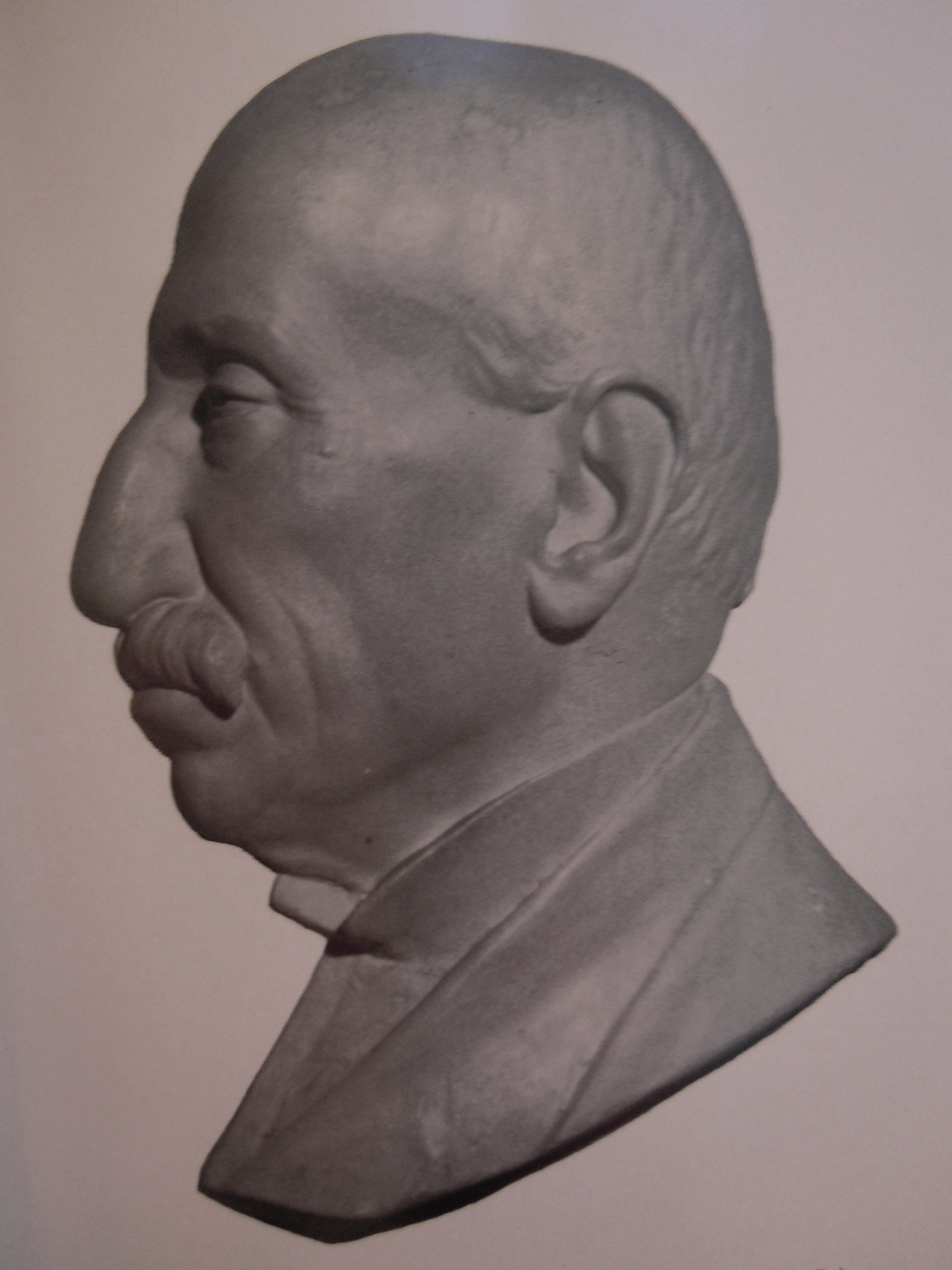
Calco originale del profilo di Domenico Barduzzi scolpito da Emilio Gallori (1915)

Viene ritratto in un bassorilievo eseguito dallo scultore senese Emilio Gallori nel 1915, del quale il calco originale è custodito nel Museo dell'Università di Siena, mentre riproduzioni in bronzo sono presenti nell'aula magna dell'Accademia dei Fisiocritici, in una lapide a ricordo della sua abitazione a Siena in via S.Martino e sulla sua tomba nel cimitero di Brisighella.

## Scritti principali
- Dell'uso del fosforo di zinco in alcune dermatosi croniche, Milano, Vallardi, 1874.
- Dell'idroterapia nelle febbri tifoidee, Raccoglitore Medico, II, Forlì, 1874.
- Della vaccinazione e della rivaccinazione obbligatoria, Giorn. Italiano Malattie Veneree e della Pelle, XI, aprile, Milano, 1876.
- Studi critici di terapia chirurgica, Raccoglitore Medico, V, Forlì, 1876.
- Il solfato di rame nella pellagra, Pisa, Vannucchi, 1877.
- La sifilide cerebrale, Gazz. degli Osped., Milano, 1878.
- La chirurgia di Ippocrate, Commentario Clinico, Pisa, 1878.
- I nuovi orizzonti della dermatologia e sifilografia, Pisa, Vannucchi, 1887.
- Sulla virulenza del bubbone venereo, Boll. della Sez. dei Cultori delle Scienze Mediche, V, 120, Siena, 1887
- Dell'efficacia dello ioduro di potassio nella terapia della psoriasi diffusa, Milano, Vallardi, 1888.
- Sulla profilassi pubblica della sifilide in rapporto con la prostituzione, Firenze, Niccolai, 1889.
- La malattia di Paget, Milano, Vallardi, 1890.
- Filippo Richard e la sua scuola, Milano, Vallardi, 1890.
- Sull'indisciplina delle nostre università, L'Unione Università, II, 300, Siena, 1895.
- La legislazione universitaria italiana e proposte di riforma, L'Unione Universitaria, II, 371, Siena, 1895.
- Terme di S.Giuliano, Siena, Lazzeri, 1898.
- Recenti conquiste nella guarigione della tubercolosi, Siena, Nava, 1899.
- Sul valore dell'alcool nella nutrizione degli operai, Bene Sociale, Perugia, 1901.
- Le acque minerali e le correzioni che si fanno in esse, Perugia, Unione Cooperativa, 1901.
- Per l'insegnamento della Storia della Medicina, L'Università Italiana, I, 45, Bologna, 1902
- Etat moleculaire et unique et radioactivitè des eaux minerales, Atti Congresso Fisioterapico, Roma, Nazionale, 1907.
- Della necessità di ripristinare nelle Università lo studio della storia critica della medicina, Faenza, Del Pozzo, 1911
- La tavola anatomica e di codici marciani, Riv. Storia Critica della Medicina, Faenza, 1911
- Le prime vaiolizzazioni in Italia, Riv. Storia Critica delle Scienze Med. e Nat., Grottaferrata, 1912.
- Le medichesse nell'epigrafia romana antica, Riv. Storia Critica delle Scienze Med. e Nat., II, 87, Grottaferrata, 1913.
- I libri di preparazioni anatomiche del dottor. Antonio Maria Vasalva, Riv. Storia Critica delle Scienze Med. e Nat., II, 355, Grottaferrata, 1914.
- La medicina nell'antica Roma nei poeti satirici latini, Riv. Storia Critica delle Scienze Med. e Nat., III, 55, Siena, 1919.
- Gentile da Foligno allo studio senese, Riv. Storia Critica delle Scienze Med. e Nat., Siena, 1919.
- Per un necessario provvedimento legislativo sanitario, Avvenire Sanitario, Milano, 1927.[30]